# Bezzia luteiventris
Bezzia luteiventris är en tvåvingeart som beskrevs av Wirth och Eileen D. Grogan 1983. Bezzia luteiventris ingår i släktet Bezzia och familjen svidknott.
Artens utbredningsområde är Virginia. Inga underarter finns listade i Catalogue of Life.